# The Green Death
A The Green Death a Doctor Who sorozat hatvankilencedik része, amit 1973. május 19. és június 23. között vetítettek hat epizódban. Ebben a részben jelent meg utoljára a Doctor Who-n Katy Manning mint Jo Grant.

## Történet
Egy walesi bezárt szénbányában titokzatos betegséget kapnak a lemerészkedők. A bánya mellett van a Global Chemicals kutatóközpontja, ahol egy új kőolajfinomítási módszeren dolgoznak. Van-e köze a vállalatnak a halálesetekhez? Jogos-e Jones professzor és a környezetvédők tiltakozása? Miféle új gombafajjal kísérletezik a professzor? Ezt próbálja a Doktor, Jo és a UNIT tisztázni.

## Epizódok listája
| Epizód sorszáma | Bemutató napja   | Hossza | Nézők száma (millió) | Formátum             |
| --------------- | ---------------- | ------ | -------------------- | -------------------- |
| 1               | 1973. május 19.  | 25:55  | 9,2                  | Pal 2-s videókazetta |
| 2               | 1973. május 26.  | 25:56  | 7,2                  | Pal 2-s videókazetta |
| 3               | 1973. június 2.  | 25:12  | 7,8                  | Pal 2-s videókazetta |
| 4               | 1973. június 9.  | 25:47  | 6,8                  | Pal 2-s videókazetta |
| 5               | 1973. június 16. | 25:20  | 8,3                  | Pal 2-s videókazetta |
| 6               | 1973. június 23. | 26:06  | 7                    | Pal 2-s videókazetta |

## Könyvkiadás
A könyvváltozatát 1975. augusztus 21-én adta ki a Target könyvkiadó.

## Otthoni kiadás
- VHS-en 1996 októberében jelent meg.
- DVD-n 2004. május 10-én adták ki.
  - A Special Edition-t idén fogják kiadni.

### Fordítás
- Ez a szócikk részben vagy egészben  a   The Green Death című angol Wikipédia-szócikk fordításán alapul.  Az eredeti cikk szerkesztőit annak laptörténete sorolja fel. Ez a jelzés csupán a megfogalmazás eredetét és a szerzői jogokat jelzi, nem szolgál a cikkben szereplő információk forrásmegjelöléseként.